# Коно (приток Пыжи)
Коно (Кооно; алт. Коно) — река в России, протекает в Турочакском районе Республики Алтай. Правый приток нижней Пыжи.
Длина реки составляет 11 км.
Течёт преимущественно на северо-запад. Устье реки находится в 20 км по правому берегу реки Пыжа в урочище Коно. Около устья в Коно справа впадает ручей Тайлях.

## Данные водного реестра
По данным государственного водного реестра России относится к Верхнеобскому бассейновому округу, водохозяйственный участок реки — Бия, речной подбассейн реки — Бия и Катунь. Речной бассейн реки — (Верхняя) Обь до впадения Иртыша.